# 桐生市運動公園

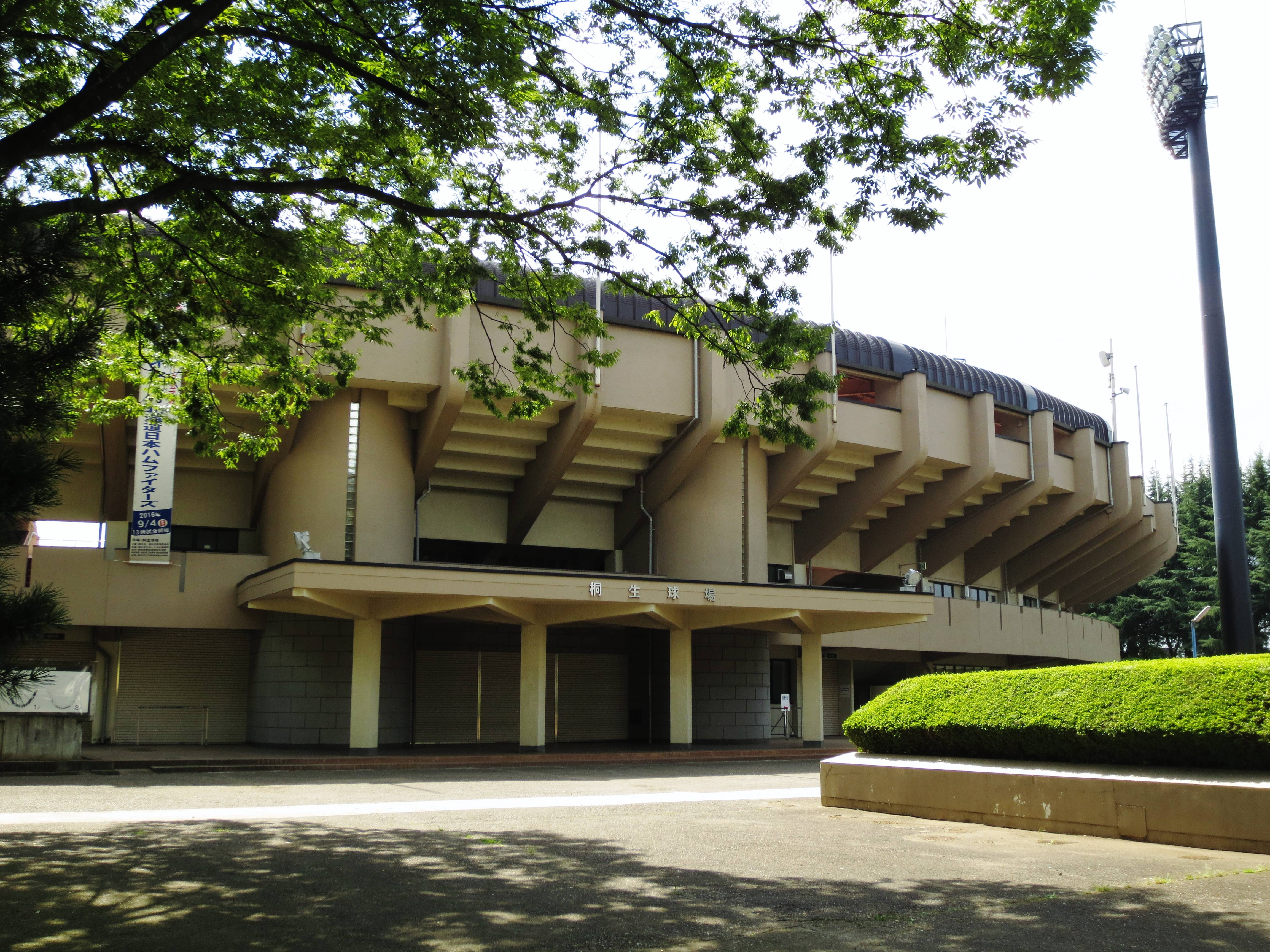
桐生球場

桐生市運動公園（きりゅうしうんどうこうえん）は、群馬県桐生市相生町3丁目300にある都市公園（運動公園）である。

## 概要・歴史
明治100周年記念事業として、1969年（昭和44年）に完成。公園中央の通りはケヤキ並木、南の通りはサクラ並木が整備されている。

## 施設
- 森エンジニアリング桐生スタジアム - 陸上競技場、ラグビー、サッカー
- 桐生ガススポーツセンター（桐生市民体育館）[注 1]：バスケットボール、バレーボール、テニス、バドミントン、卓球
- 桐生球場
  - 桐生球場附属球場：ソフトボール、軟式野球
- 市民プール
- 相生庭球コート
- 弓道場
- 相撲道場

## 交通

### 鉄道
- 桐生（JR両毛線）・足尾方面
わたらせ渓谷鐵道わたらせ渓谷線 運動公園駅より徒歩約5分。
- 西桐生・中央前橋方面
上毛電気鉄道上毛線 桐生球場前駅より徒歩約5分。
- 浅草・館林・太田方面
東武桐生線 相老駅より徒歩約15分。

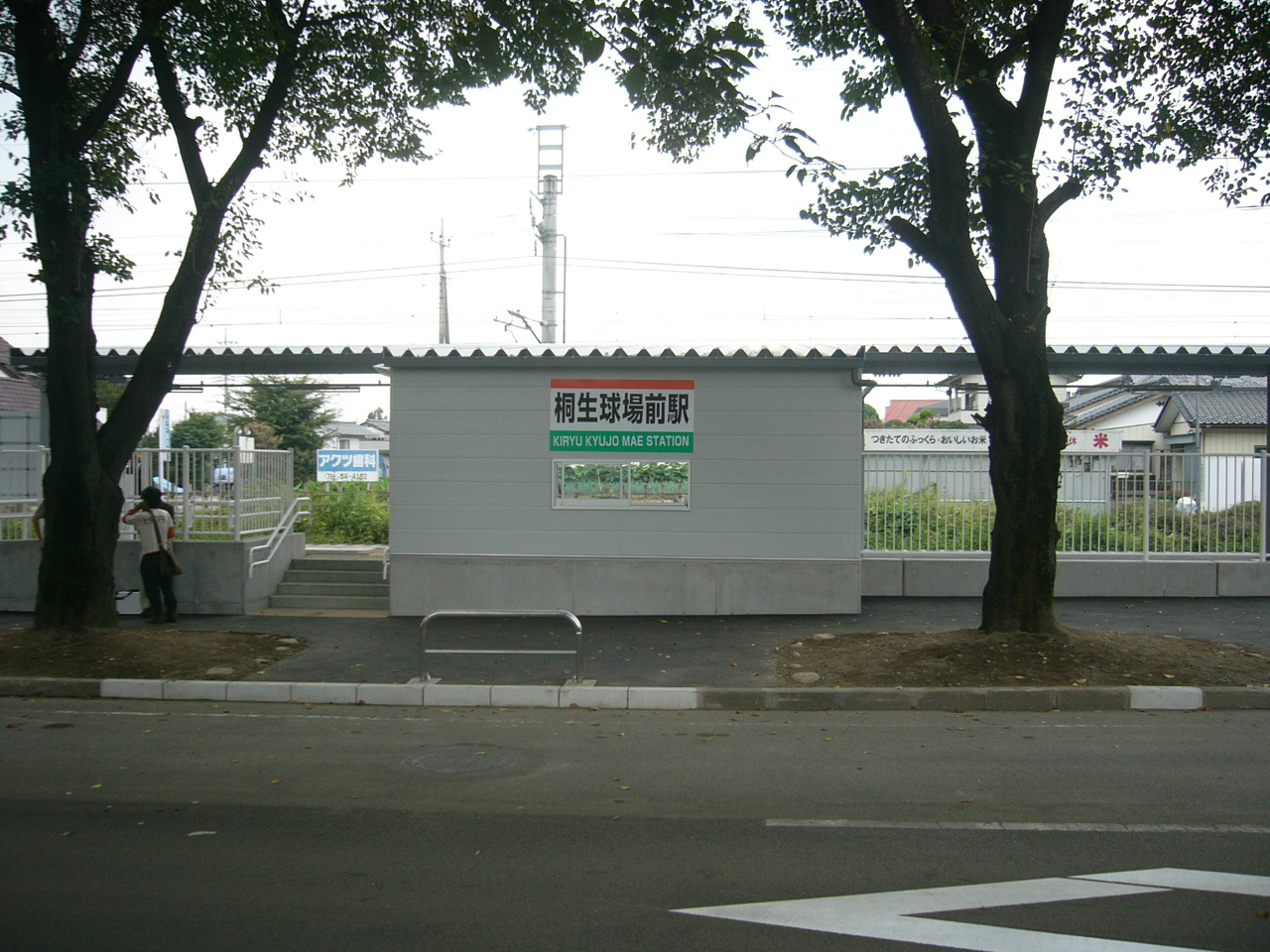
上毛電気鉄道 桐生球場前駅
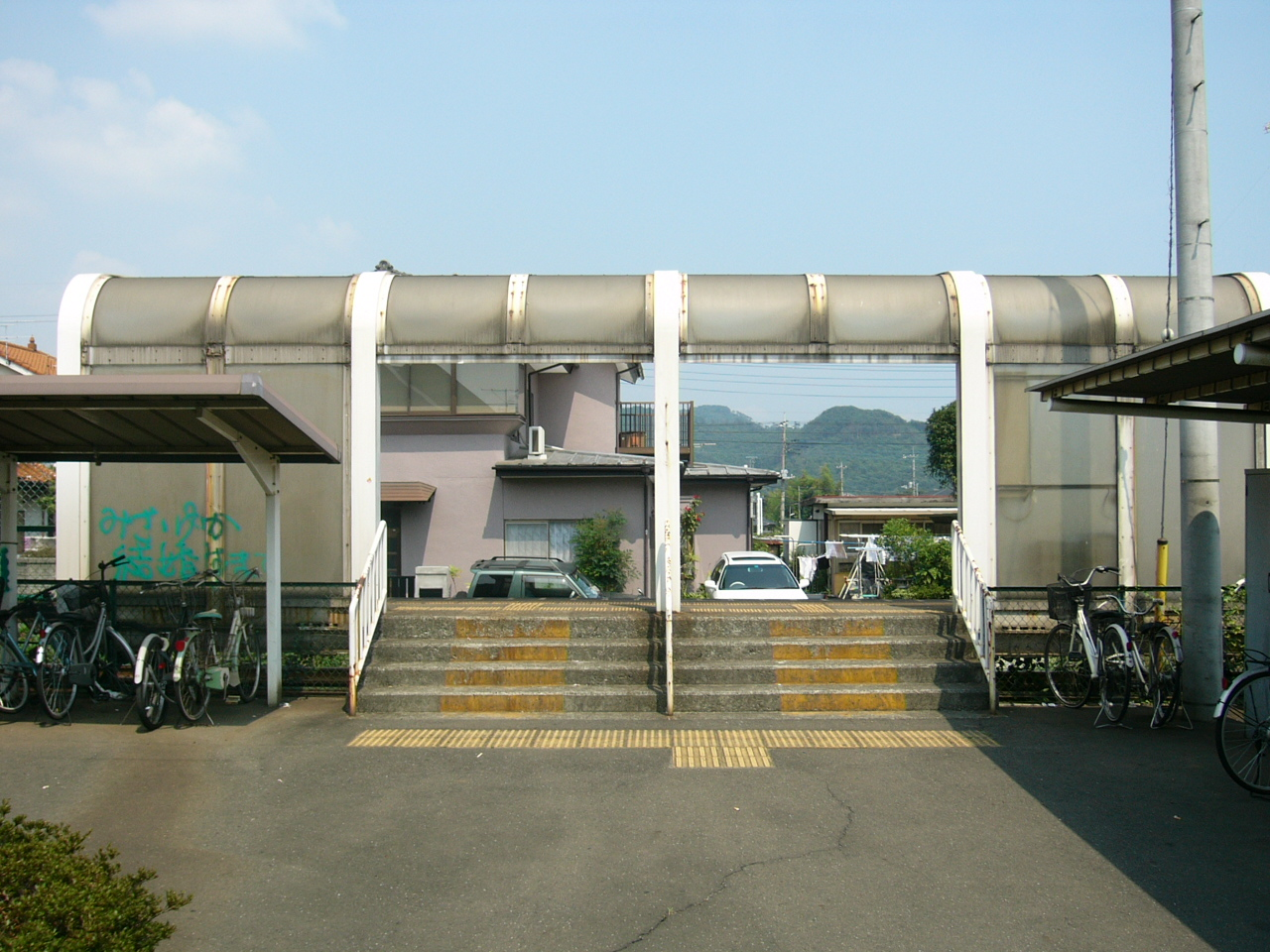
わたらせ渓谷鐵道 運動公園駅
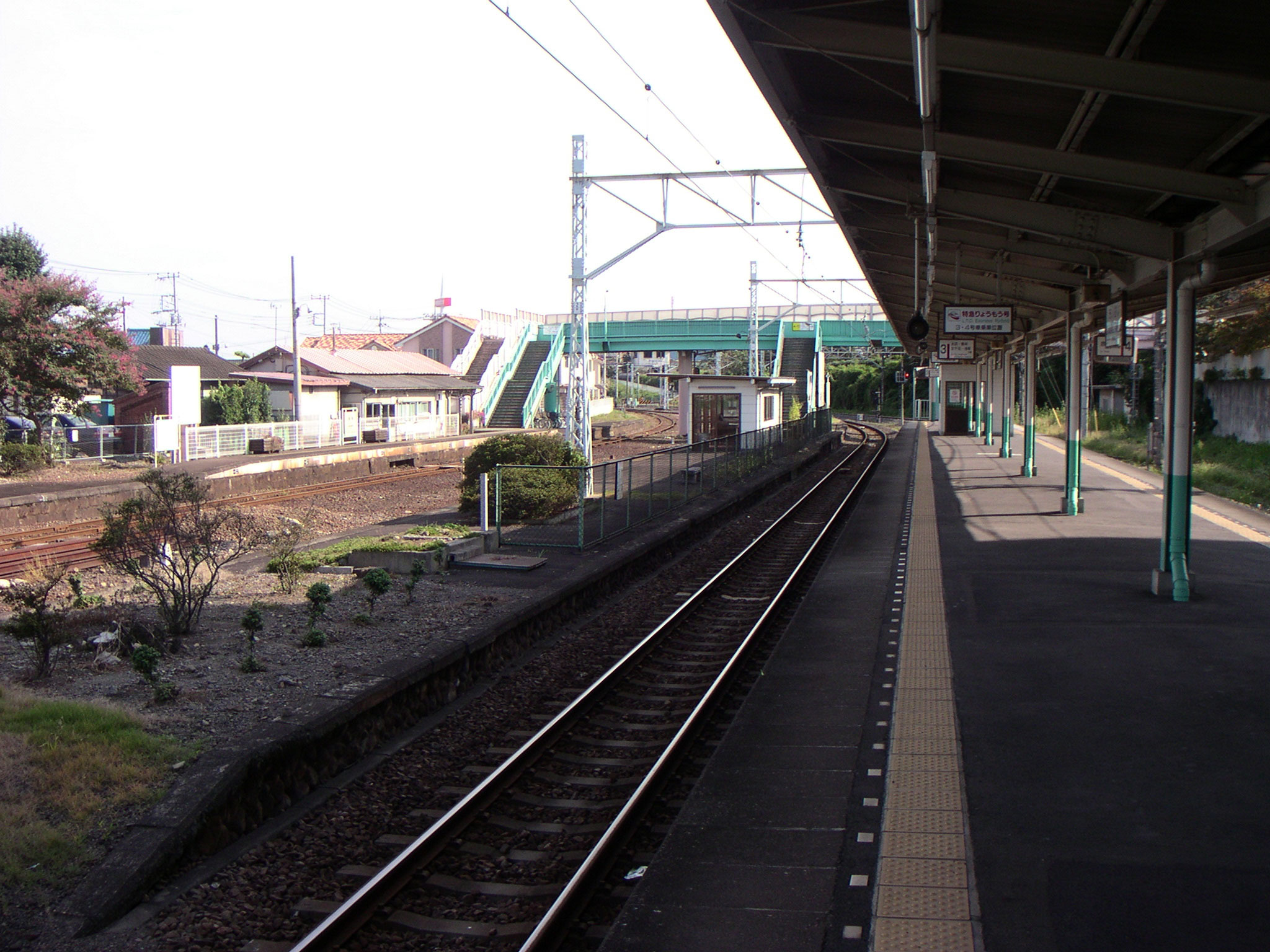
東武鉄道 相老駅

### 道路
- 北関東自動車道：伊勢崎ICより、上武道路・群馬県道68号桐生伊勢崎線・国道122号経由で約35分。
- 東北自動車道：佐野藤岡ICより、国道50号・国道122号経由で約60分。